# Енергія вакууму
Ене́ргія ва́кууму — енергія порожнього простору, тобто простору, в якому немає жодних частинок. Питання про значення енергії вакууму досі невияснене через неможливість сумістити результати квантової електродинаміки й фізичної космології.
З погляду квантової електродинаміки навіть у порожньому просторі існують нульові коливання електромагнітного поля. Ці коливання проявляються в таких ефектах як Лембів зсув, спонтанне випромінювання та ефект Казиміра і були експериментально зафіксовані.
Кожна мода нульових коливань має енергію {\displaystyle E_{0}=\hbar \omega /2}, де {\displaystyle \hbar } — зведена стала Планка, а {\displaystyle \omega } — частота коливання. Оскільки таких мод у порожньому просторі безліч, то сумарна енергія нульових коливань нескінченна. Ця обставина створює складнощі для теорії. Можна розмірковувати про те, що енергія визначається з точністю до сталої, а, отже, практично важливим є не саме значення енергії, а її зміна. Саме за зміною енергії обчислюється сила притягання між паралельними пластинами в ефекті Казиміра. В такому випадку теорія потребує надійного апарату перенормування, яким можна було б визначити практично важливе значення енергії вакууму.
З іншого боку, космологічну сталу можна трактувати як рівномірно розподілену в порожньому просторі енергію. Граничне значення космологічної сталої, яку застосовують в космології, дуже мале (більш ніж на 100 порядків) в порівнянні з тими значеннями, які можна отримати з квантової електродинаміки. Зважаючи на ці складнощі, квантова теорія гравітації досі не побудована.